# Municipio de Richland (condado de Lyon)
El municipio de Richland (en inglés: Richland Township) es un municipio ubicado en el condado de Lyon en el estado estadounidense de Iowa. En el año 2010 tenía una población de 1136 habitantes y una densidad poblacional de 12,32 personas por km².

## Geografía
El municipio de Richland se encuentra ubicado en las coordenadas 43°18′8″N 96°23′25″O / 43.30222, -96.39028. Según la Oficina del Censo de los Estados Unidos, el municipio tiene una superficie total de 92.22 km², de la cual 92,22 km² corresponden a tierra firme y (0 %) 0 km² es agua.

## Demografía
Según el censo de 2010, había 1136 personas residiendo en el municipio de Richland. La densidad de población era de 12,32 hab./km². De los 1136 habitantes, el municipio de Richland estaba compuesto por el 98,33 % blancos, el 0,09 % eran amerindios, el 0,09 % eran asiáticos, el 1,06 % eran de otras razas y el 0,44 % eran de una mezcla de razas. Del total de la población el 1,14 % eran hispanos o latinos de cualquier raza.